# Pobiti kamăni

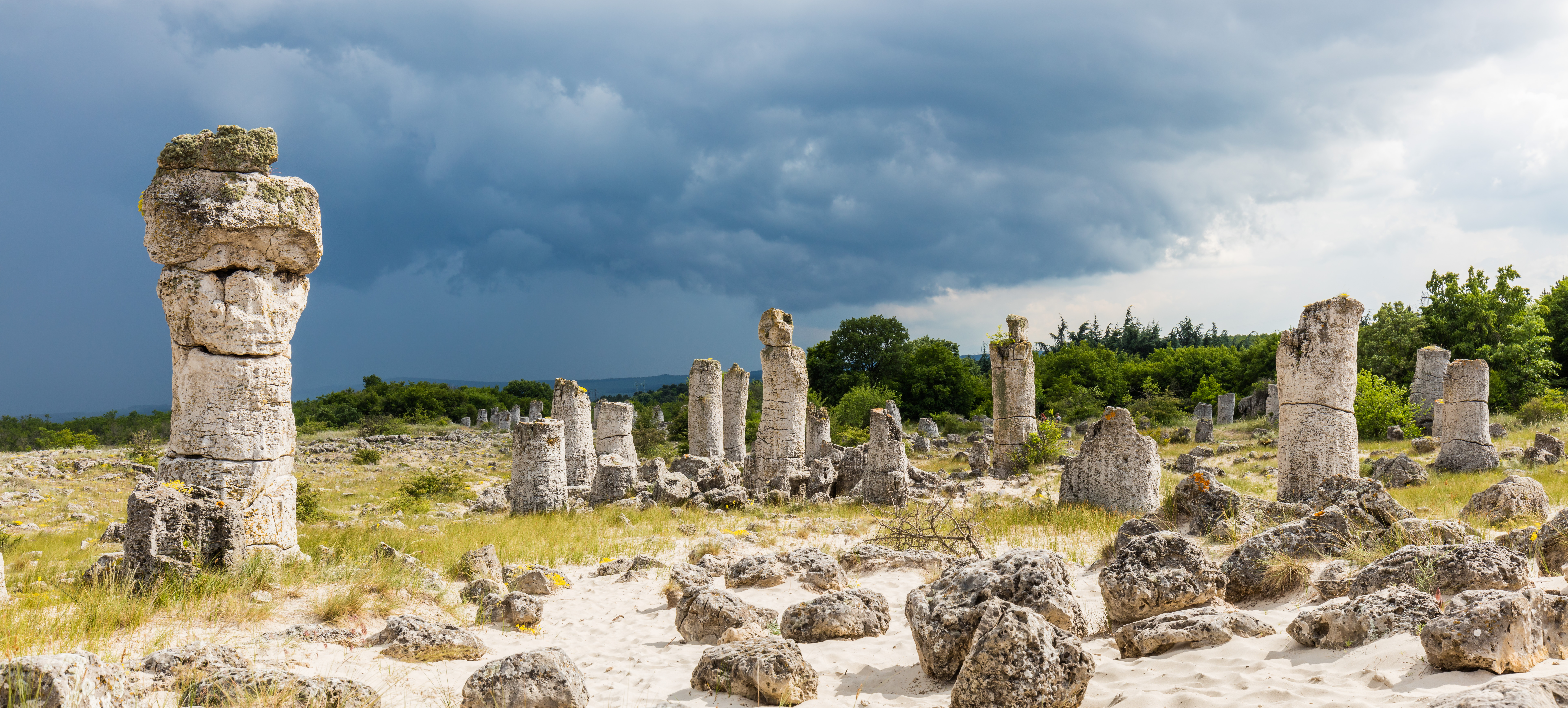
Pobiti Kamăni

Pobiti Kamăni (in lingua bulgara: побити камъни, letteralmente "pietre piantate nella terra"), a volte chiamata anche La foresta pietrificata, è una formazione rocciosa naturale situata nella Regione di Varna in Bulgaria. A 10 chilometri dal sito vi sono i resti di Marcianopoli, la più grande città romana in quella che oggi è la Bulgaria. È costituita da rocce insolite, colonne naturali alte fino a 6 metri, che coprono una superficie di 253 ettari, 70 chilometri quadrati.
Le colonne sono cave e riempite di sabbia. In aggiunta alle colonne visibili, ci sono altre colonne che sono nascoste nel terreno, disposte in tre piani interrati.
Ci sono due teorie relative origine del fenomeno, una che ipotizza una formazione di natura organica e l'altra che ipotizza l'origine minerale. Secondo la prima, le formazioni sono il risultato di attività corallina, mentre il secondo spiega il fenomeno con l'erosione delle rocce, la formazione di sabbia e concrezioni calcaree dell'età dell'Eocene.
Per la conservazione, ha ottenuto lo status di ambiente protetto nel 1937.
Questo sito è stato spesso utilizzato come set per film quali Druids - La rivolta di Jacques Dorfmann nel 2001 e Conan di Marcus Nispel nel 2011.

## Galleria d'immagini

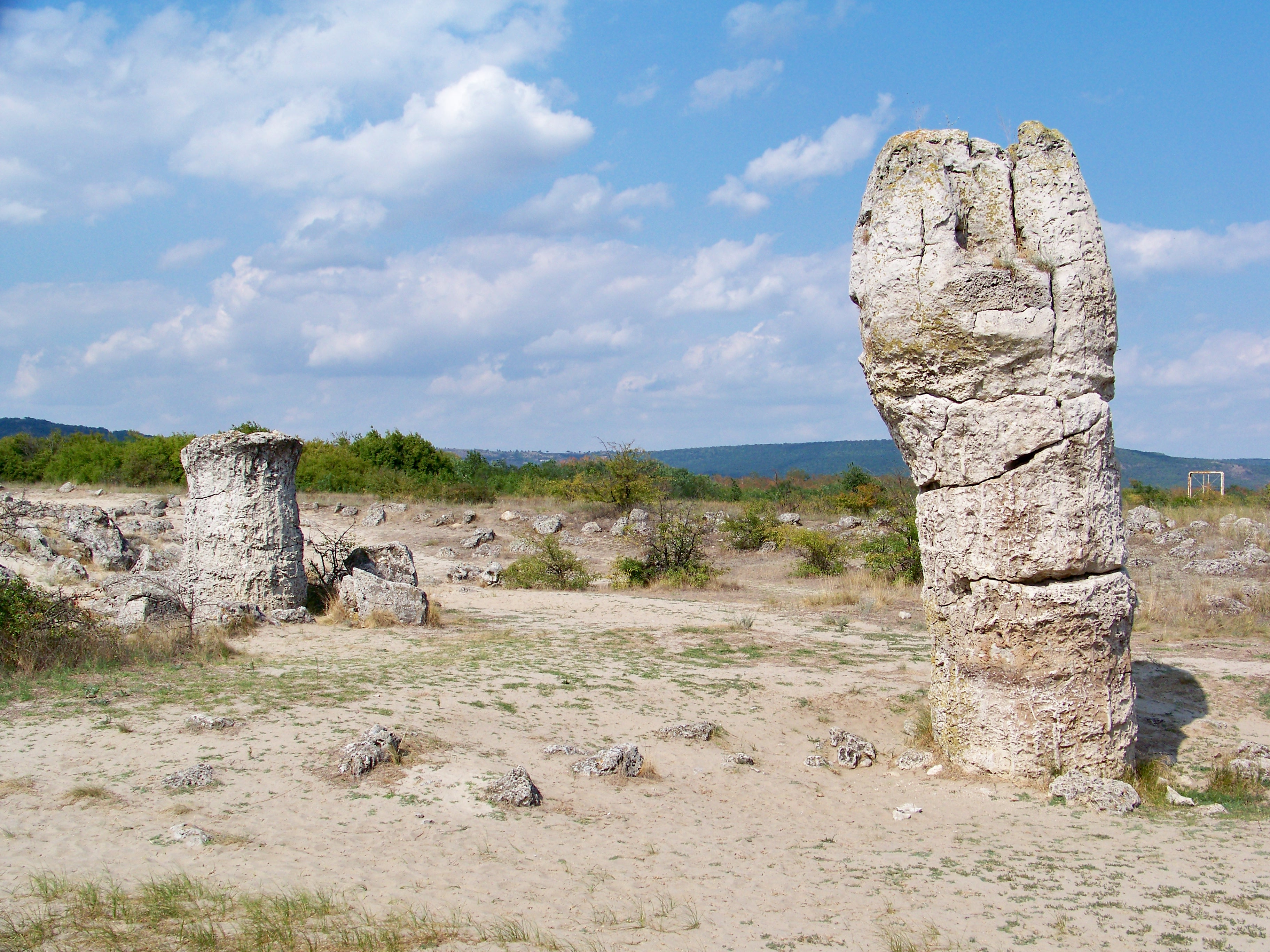
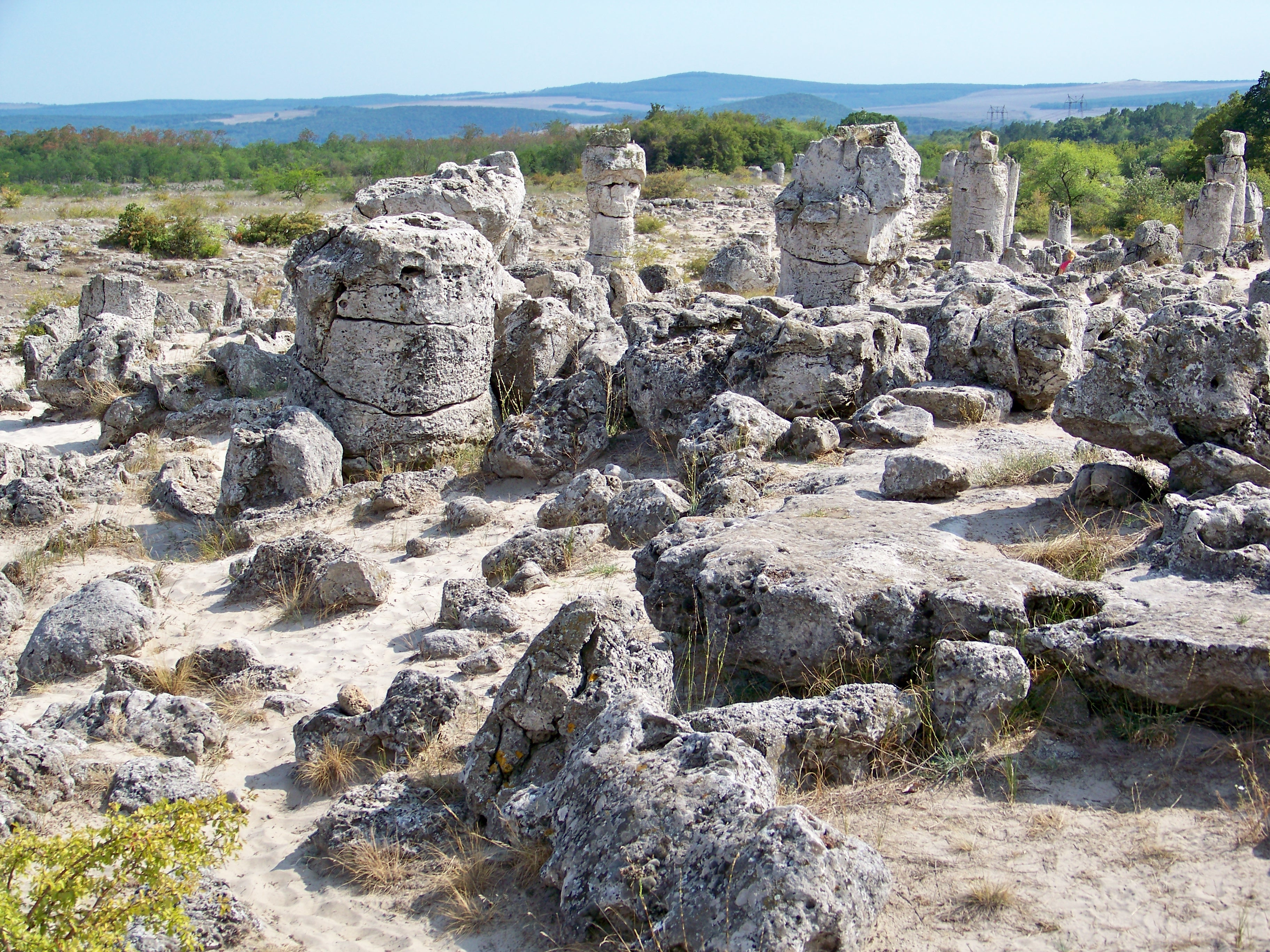
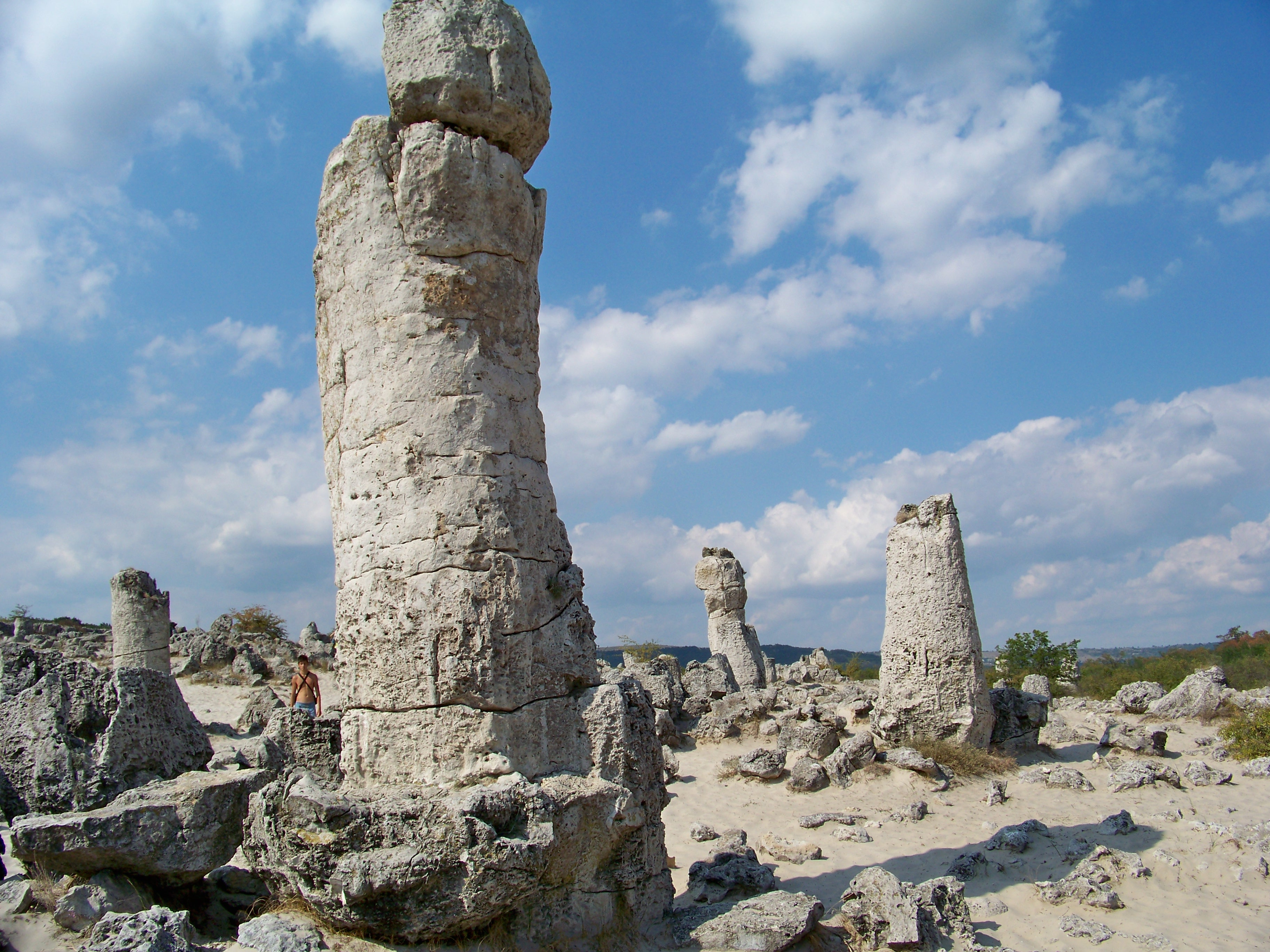
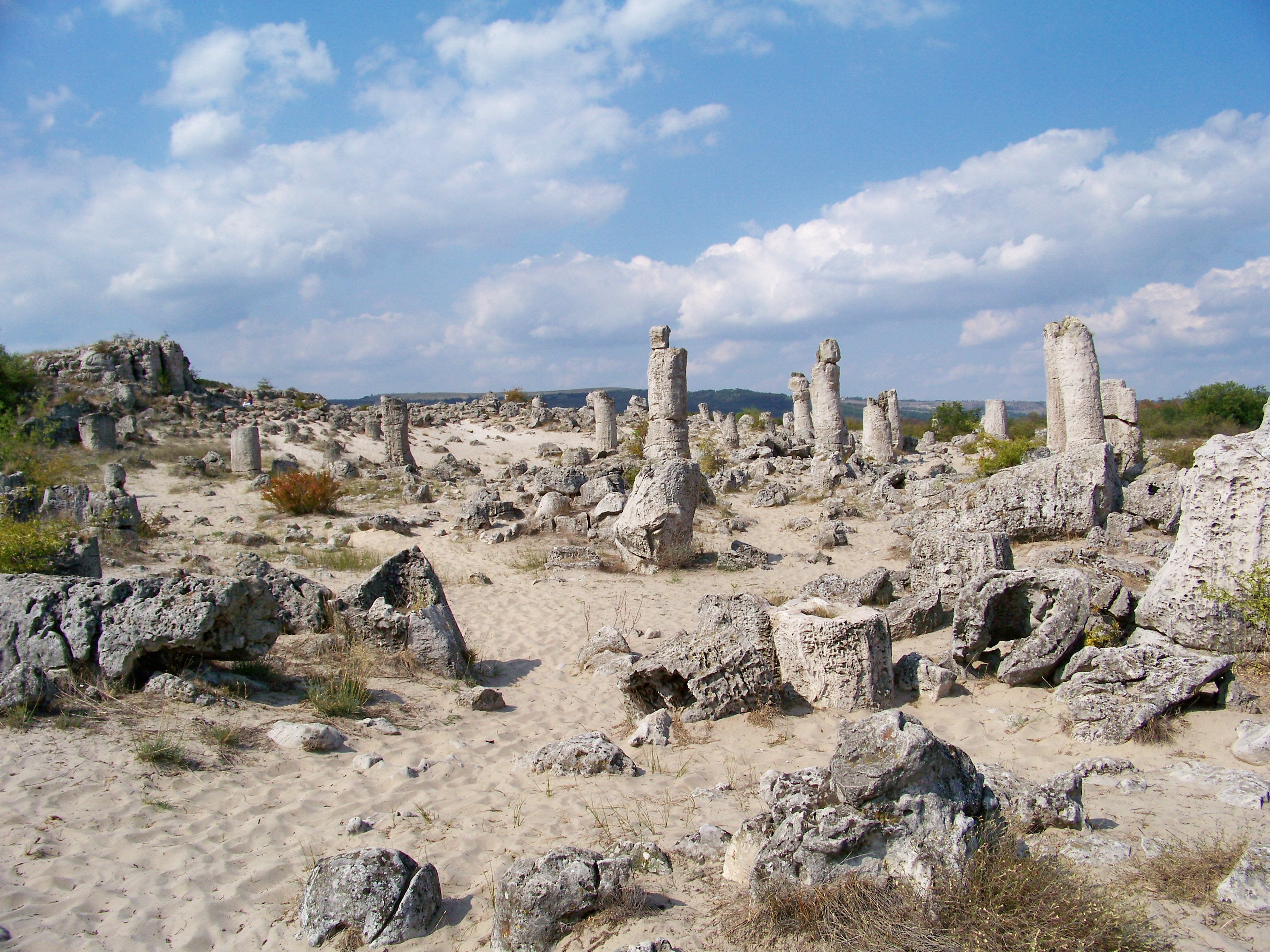
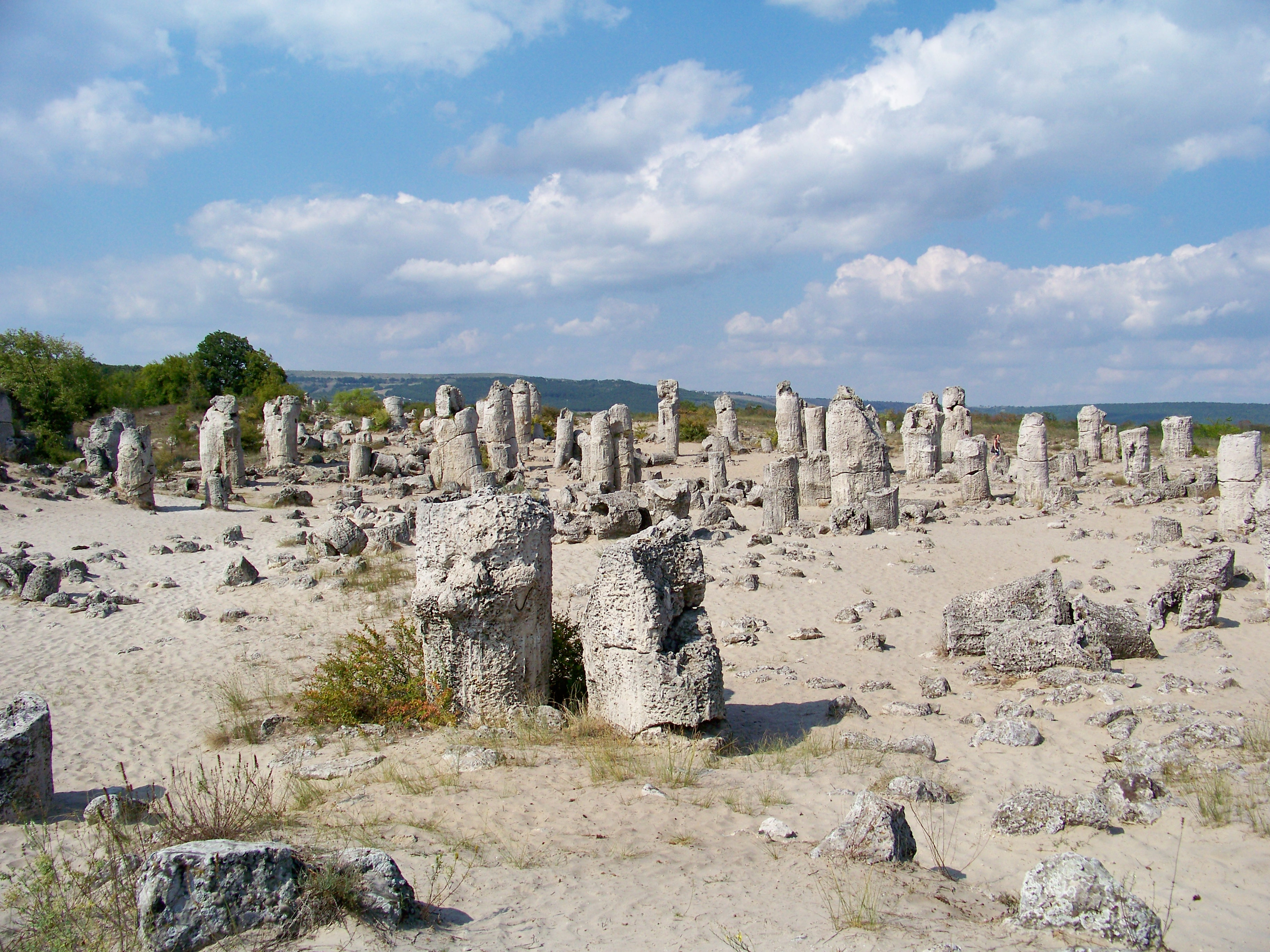
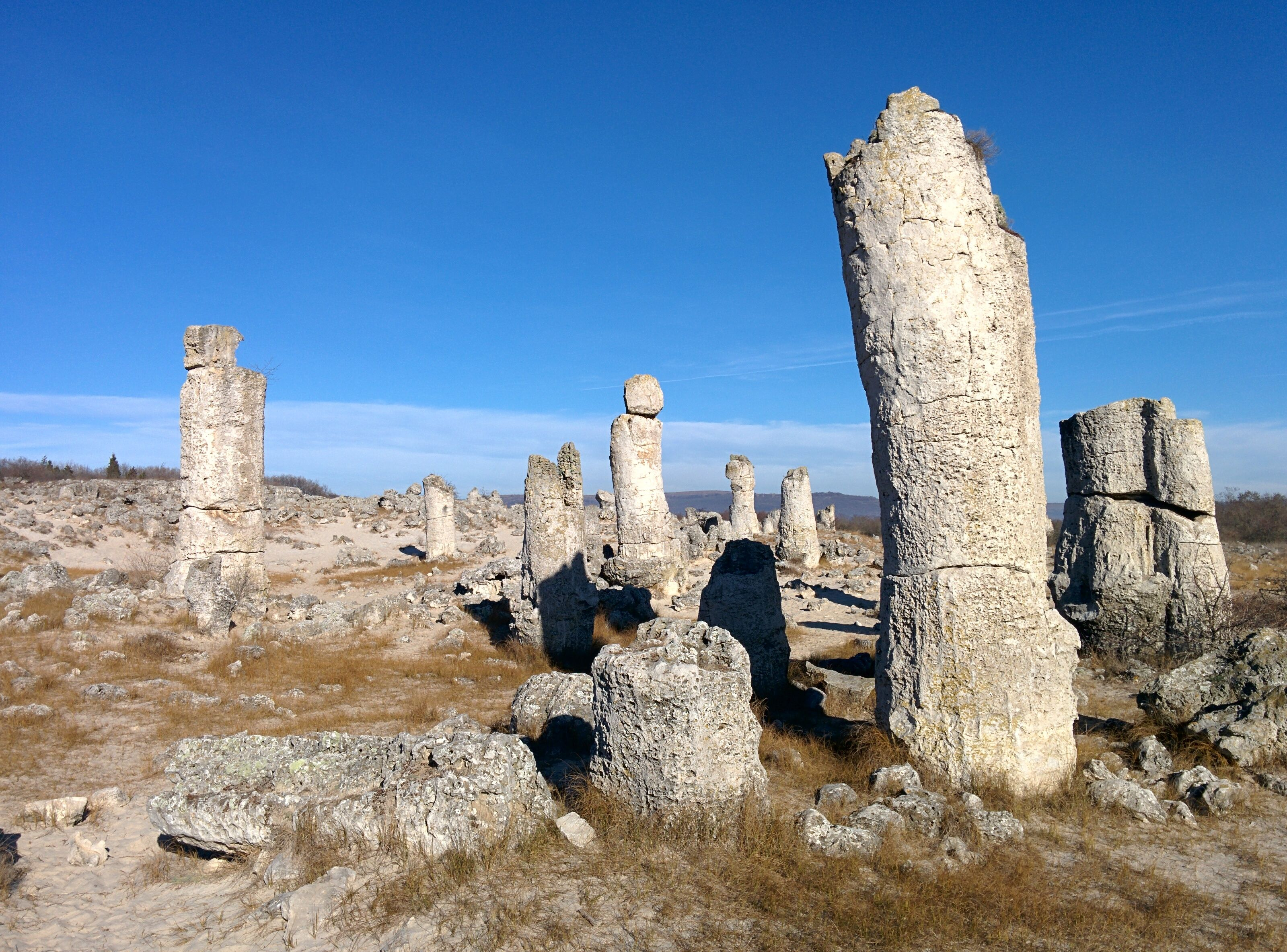